# Amanteca
Amanteca foi um rei de Cuxe da segunda metade do século III AEC, governador de Meroé.
Amanteca é conhecido apenas por sua tumba, a de número 4 no campo de pirâmides de Begarauia que, embora relativamente pequeno, é também o túmulo mais antigo conhecido do cemitério a norte de Meroé. O túmulo e a decoração da sua capela, porém, não estão bem conservados. O nome do rei aparece em blocos da parede sul da capela piramidal. O nome do trono, Menibré, foi preservado apenas parcialmente, de modo que outras leituras também são possíveis.
Amanteca é convencionalmente colocado na cronologia dos governantes cuxitas como o sucessor de Amanislo e o antecessor de um rei desconhecido que usou o nome de Hórus de "Xepexepe-Anque-em Amom".